# Джейд Віндлі
Джейд Віндлі (англ. Jade Windley; нар. 22 квітня 1990, Лінкольншир, Англія) — колишня британська тенісистка.
Найвищу одиночну позицію світового рейтингу — 279 місце досягла 7 квітня 2014, парну — 159 місце — 7 квітня 2014 року.
Здобула 3 одиночні та 16 парних титулів туру ITF.

## Фінали ITF

### Одиночний розряд (3–3)
| Легенда         |
| --------------- |
| турніри $25,000 |
| турніри $10,000 |

| Фінали за покриттям |
| ------------------- |
| Тверде (1–3)        |
| Ґрунт (2–0)         |

| Результат | W–L | Дата           | Турнір                       | Покриття   | Суперниця          | Рахунок          |
| --------- | --- | -------------- | ---------------------------- | ---------- | ------------------ | ---------------- |
| Перемога  | 1–0 | 31 серпня 2009 | ITF Саттон, Велика Британія  | Тверде     | Джоселін Рей       | 6–1, 6–1         |
| Поразка   | 1–1 | 12 жовтня 2009 | ITF Мітилена, Греція         | Тверде     | Джоселін Рей       | 2–6, 1–6         |
| Поразка   | 1–2 | 17 січня 2011  | ITF Рексем, Велика Британія  | Тверде (i) | Анна Фіцпатрік     | 7–6(3), 3–6, 5–7 |
| Перемога  | 2–2 | 23 квітня 2012 | ITF Борнмут, Велика Британія | Ґрунт      | Наомі Броді        | 6–3, 6–1         |
| Поразка   | 2–3 | 30 липня 2012  | ITF Рексем, Велика Британія  | Тверде     | Окадауе Тіакі      | 6–2, 6–7(6), 4–6 |
| Перемога  | 3–3 | 22 квітня 2013 | ITF Борнмут, Велика Британія | Ґрунт      | Світлана Пироженко | 6–7(2), 6–4, 6–2 |

### Парний розряд: 25 (16–9)
| Легенда          |
| ---------------- |
| турніри $100,000 |
| турніри $75,000  |
| турніри $50,000  |
| турніри $25,000  |
| турніри $10,000  |

| Фінали за покриттям |
| ------------------- |
| Тверде (11–9)       |
| Ґрунт (3–0)         |
| Трава (2–0)         |
| Килим (0–0)         |

| Результат | Ранг | Дата              | Турнір                         | Покриття   | Партнерка      | Суперниці                                      | Рахунок              |
| --------- | ---- | ----------------- | ------------------------------ | ---------- | -------------- | ---------------------------------------------- | -------------------- |
| Поразка   | 1.   | 15 червня 2009    | ITF Алкобаса, Португалія       | Тверде     | Моніка Ґорні   | Шеннон Голдс Теммі Петтерсон                   | 6–3, 2–6, [4–10]     |
| Перемога  | 1.   | 6 липня 2009      | ITF Філікстоу, Велика Британія | Трава      | Джоселін Рей   | Даліла Якупович Зара-Ребекка Секуліч           | 6–1, 6–0             |
| Перемога  | 2.   | 13 липня 2009     | ITF Фрінтон, Велика Британія   | Трава      | Джоселін Рей   | Анна Фіцпатрік Емелін Старр                    | 6–3, 7–5             |
| Перемога  | 3.   | 31 серпня 2009    | Лондон, Велика Британія        | Тверде     | Джоселін Рей   | Луція Коварчикова Моніка Тумова                | 6–4, 6–0             |
| Поразка   | 2.   | 12 жовтня 2009    | Мітилена, Греція               | Тверде     | Джоселін Рей   | Ольга Брозда Юстина Єгйолка                    | 4–6, 4–6             |
| Перемога  | 4.   | 21 червня 2010    | Алкобаса, Португалія           | Тверде     | Анна Фіцпатрік | Мелані Глорія Даніела Муньос Галлегос          | 6–2, 6–1             |
| Поразка   | 3.   | 26 липня 2010     | Чизік, Велика Британія         | Тверде     | Анна Фіцпатрік | Джоселін Рей Емелін Старр                      | 1–6, 4–6             |
| Перемога  | 5.   | 8 листопада 2010  | Лафборо, Велика Британія       | Тверде (i) | Джоселін Рей   | Яна Яндова Петра Крейсова                      | 6–3, 5–7, [10–4]     |
| Перемога  | 6.   | 17 січня 2011     | Рексем, Велика Британія        | Тверде (i) | Анна Фіцпатрік | Ульрікке Ейкері Нікола Джордж                  | 6–1, 6–0             |
| Перемога  | 7.   | 2 травня 2011     | Единбург, Велика Британія      | Ґрунт      | Саманта Мюррі  | Суріна де Беер Скарлетт Вернер                 | 7–5, 4–6, [10–8]     |
| Поразка   | 4.   | 16 травня 2011    | Ретимно, Греція                | Тверде     | Анна Фіцпатрік | Олександра Артамонова Діана Марцинкевич        | 2–6, 3–6             |
| Перемога  | 8.   | 18 липня 2011     | Рексем, Велика Британія        | Тверде     | Анна Фіцпатрік | Мелані Саут Ленка Вєнерова                     | 6–2, 4–6, [10–3]     |
| Перемога  | 9.   | 25 липня 2011     | Чизік, Велика Британія         | Тверде     | Саманта Маррей | Люсі Браун Франсеска Стівенсон                 | 6–4, 6–4             |
| Перемога  | 10.  | 5 вересня 2011    | Мадрид, Іспанія                | Тверде     | Анна Фіцпатрік | Росіо де ла Торре Санчес Георгіна Гарсія Перес | 1–6, 6–0, [10–8]     |
| Поразка   | 5.   | 30 квітня 2012    | Джакарта, Індонезія            | Тверде     | Анна Фіцпатрік | Лу Цзяцзін Лу Цзясян                           | 4–6, 4–6             |
| Поразка   | 6.   | 24 вересня 2012   | Клермон-Ферран, Франція        | Тверде (i) | Саманта Маррей | Діана Марцинкевич Бібіана Схофс                | 3–6, 0–6             |
| Перемога  | 11.  | 5 листопада 2012  | Лафборо, Велика Британія       | Тверде (i) | Анна Фіцпатрік | Карен Барбат Лара Мішель                       | 6–2, 6–2             |
| Перемога  | 12.  | 12 листопада 2012 | Едбагстон, Велика Британія     | Тверде (i) | Анна Фіцпатрік | Мартіна Кубічикова Шанталь Шкамлова            | 6–2, 6–3             |
| Перемога  | 13.  | 19 листопада 2012 | Ла-Валь-д'Уйшо, Іспанія        | Ґрунт      | Яна Сізікова   | Катаріна Неґрін Ксенія Шаріфова                | 6–3, 6–4             |
| Перемога  | 14.  | 21 січня 2013     | Престон, Велика Британія       | Тверде (i) | Саманта Маррей | Тара Мур Мелані Саут                           | 6–3, 3–6, [10–5]     |
| Перемога  | 15.  | 4 березня 2013    | ITF Саттон, Велика Британія    | Тверде (i) | Анна Фіцпатрік | Мартіна Борецька Петра Крейсова                | 4–6, 7–6(4), [12–10] |
| Перемога  | 16.  | 22 квітня 2013    | ITF Борнмут, Велика Британія   | Ґрунт      | Анна Фіцпатрік | Еліне Буйкенс Кароліна Влодарчак               | 6–4, 6–1             |
| Поразка   | 7.   | 6 травня 2013     | Johannesburg Open, ПАР         | Тверде     | Саманта Маррей | Магда Лінетт Шанель Сіммондс                   | 1–6, 3–6             |
| Поразка   | 8.   | 22 липня 2013     | ITF Вінніпег, Канада           | Тверде     | Саманта Маррей | Гейді Ель Табах Аллі Кік                       | 4–6, 6–2, [8–10]     |
| Поразка   | 9.   | 16 вересня 2013   | ITF Шрусбері, Велика Британія  | Тверде (i) | Саманта Маррей | Чагла Бююкакчай Пемра Озген                    | 6–4, 4–6, [8–10]     |